# Strunkovice nad Volyňkou
Strunkovice nad Volyňkou mezőváros (městys) Csehország Dél-csehországi kerületének Strakonicei járásában. Területe 3,79 km², lakosainak száma 110 (2008. 12. 31). A falu Strakonicétől mintegy 7 km-re délre, České Budějovicétől 50 km-re északnyugatra, és Prágától 105 km-re délre fekszik.
A település első írásos említése 1227-ből származik.

## Népesség
A település népessége az elmúlt években az alábbi módon változott:
| Lakosok száma | 203  | 270  | 293  | 220  | 150  | 106  | 126  | 128  | 138  | 131  |
|               | 1869 | 1900 | 1921 | 1961 | 1980 | 2011 | 2016 | 2019 | 2021 | 2024 |